# 约翰·高尔斯华绥

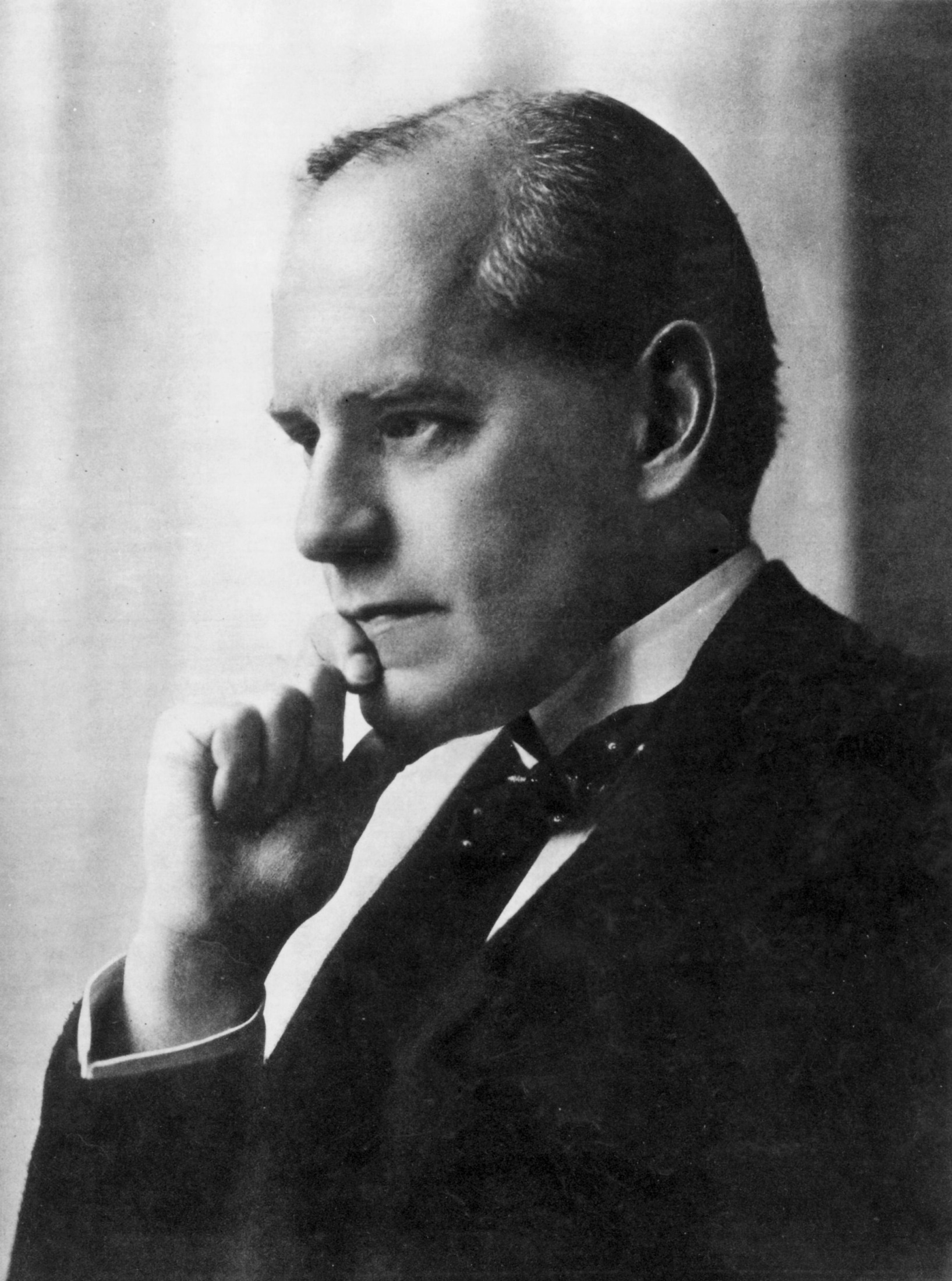
高尔斯华绥

约翰·高尔斯华绥，OM（英語：John Galsworthy，/ˈɡɔːlzwɜːrði/，1867年8月14日—1933年1月31日），英国小说家、剧作家，1932年诺贝尔文学奖获得者。
高尔斯华绥在英格兰萨里郡泰晤士河畔金斯頓的一个富裕家庭出生，曾在哈罗公学和牛津大学新学院学习法律，1890年成为讼务律师。但他取得律师资格后并没有执业，而是出国帮助打理家族生意，旅程中认识了作家约瑟夫·康拉德。高尔斯华绥在1895年开始写作，1897年的短篇故事集《天涯海角》（From the Four Winds）是他出版的第一部作品。
他发表的第一份剧本《银盒》（The Silver Box，1906年）以及随后的长篇小说《有产业者》（The Man of Property，1906年）都获得成功。他和其他一些同期作家（例如萧伯纳）的作品都涉及社会的阶级系统和其他问题，剧本《斗争》（Strife，1909年）就是这样的作品。高尔斯华绥凭作品《福尔赛世家》三部曲（《有产业的人》《骑虎》与《出租》）获诺贝尔文学奖。
1933年，高尔斯华绥因脑癌在伦敦的家中逝世。

## 軼事
1895年，28歲的高爾斯華綏尚一事無成，卻一往情深地鍾情其堂嫂艾達。一次，在巴黎北站，艾達非常真切地對高爾斯華綏說：「你是一個很好的寫作人材，為什麼不好好寫？」高爾斯華綏在接受諾貝爾文學獎的講演辭中曾談及這件事，「聽到這句話時，我一面咋舌，一面就真的下筆寫了，這一寫就是三十年的歲月。如今，由於那溫婉的鼓勵，巴黎北站依然在我的記憶裡閃光。

## 作品的中譯
繁體本：
- 陳紹鵬/譯，《生死線外》，台中市：藝聲，1954年。
- 江海濤/譯，《有產業的人》，台北市：新興書局印行，1958年。
- 方安、史國綱/同譯，《正義》，台北市：台灣商務，1965年。
- 向良/譯，《逃亡》，台北市：台灣商務，1966年。
- 蔣傳務/譯，《逃亡》台北市北投：政工幹部學校印行，1969年。
- 孫主民/譯，《置產人》，台北市：五洲，1971年。
- 陳雙鈞/譯，《置產人》，台北市：正文，1971年。
- 張健/譯，《蘋果樹》，台北市：志文，1977年。
- 周煦良/譯、劉森堯/導讀，《有產者》，台北市：桂冠，1994年。
- 隱地/譯、安娜‧波依瓦(Anna Boifava)/繪圖，《美德》，台北市：台灣麥克，1995年。

簡體本：
- 《高尔斯华绥文集》，上海译文出版社，1986年。
- 《高尔斯华绥散文选》，百花文艺出版社，2002年。
- 《有產業的人》，上海外語教育出版社，2003年。
- 《苹果树》，青島出版社，2003年。
- 《苹果树》，安徽文藝出版社，2004年。
- 《苹果树》，解放軍文藝出版社，2005年。
- 《苹果树─經典愛情讀本》，中國和平出版社，2005年。
- 《福爾賽世家》，吉林文史出版社，2001年。
- 《福爾賽世家》，時代文藝出版社，2006年。
- 《過河》，長江文藝出版社，2006年。